# Военно-морская наука
Военно-морская наука — отдел военной науки, занимающийся изучением законов, управляющих военными явлениями в морской обстановке, система знаний о характере и закономерностях вооружённой борьбы на море, подготовке и способах её ведения военно-морским флотом самостоятельно и во взаимодействии с другими видами вооружённых сил.

## История
На начало XX столетия в России, по существу военная наука была едина, но совершенно разнородная обстановка, к которой она прилагалась, заставляло разделять её на два крупных отдела, которые обладали значительной самостоятельностью, особенно при изучении обширного исторического материала и приложения теоретических положений к практике, а именно на:
- военно-сухопутный;
- военно-морской[1].

В военно-морской науке, для уточнения предмета изучения, прибавляли прилагательное «морская»:
- морская стратегия;
- морская тактика;
- военно-морская история;
- так далее[1].

На начало XX столетия Военно-морская наука была ещё очень молода, систематического изучение военных явлений на море, со стороны их закономерности или неизменного порядка началось, на тот период времени, весьма недавно, а главный и основной её отдел — морская стратегия и до тех пор еще не получил систематической обработки.
А уже важнейшими составляющими военно-морской науки в Союзе ССР были:
- теория военно-морского искусства;
- теория строительства военно-морского флота;
- теория воинского обучения и воспитания;
- теория тыла военно-морского флота;
- военно-морская история;
- военно-морская география.

В первой половине 1970-х годов, в Советском Союзе, военно-морская наука вновь слилась с военной наукой, став уже её разделом, известным как Теория военно-морского флота.
В одной из последних теоретических работ Адмирала флота Советского Союза Сергея Георгиевича Горшкова «Вопросы теории Военно-Морского Флота», вышедшей в журнале «Морской сборник», в 1983 году, предметом военно-морской науки (теории ВМФ) называлось «применение законов и принципов военной науки при ведении вооружённой борьбы на морских и океанских театрах, во всём её многообразии и в тесном взаимодействии с борьбой на континентальных театрах, а также при защите государственных интересов СССР в Мировом океане в мирное время». 
В теорию ВМФ включалось общая часть (предмет и структура теории, её место в военной науке и связь с теориями других видов Вооружённых сил, взаимосвязь элементов теории и тому подобное), военно-морское искусство, теории строительства ВМФ, воинского обучения и воспитания личного состава, управления Военно-морским флотом, тыла ВМФ, а также военно-морская история.